# Ophiothrix insidiosa
Ophiothrix insidiosa är en ormstjärneart som beskrevs av Jean Baptiste François René Koehler 1898. Ophiothrix insidiosa ingår i släktet Ophiothrix och familjen Ophiothrichidae. Inga underarter finns listade i Catalogue of Life.